# Rotel Tours

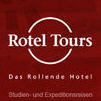
Logo Rotel Tours

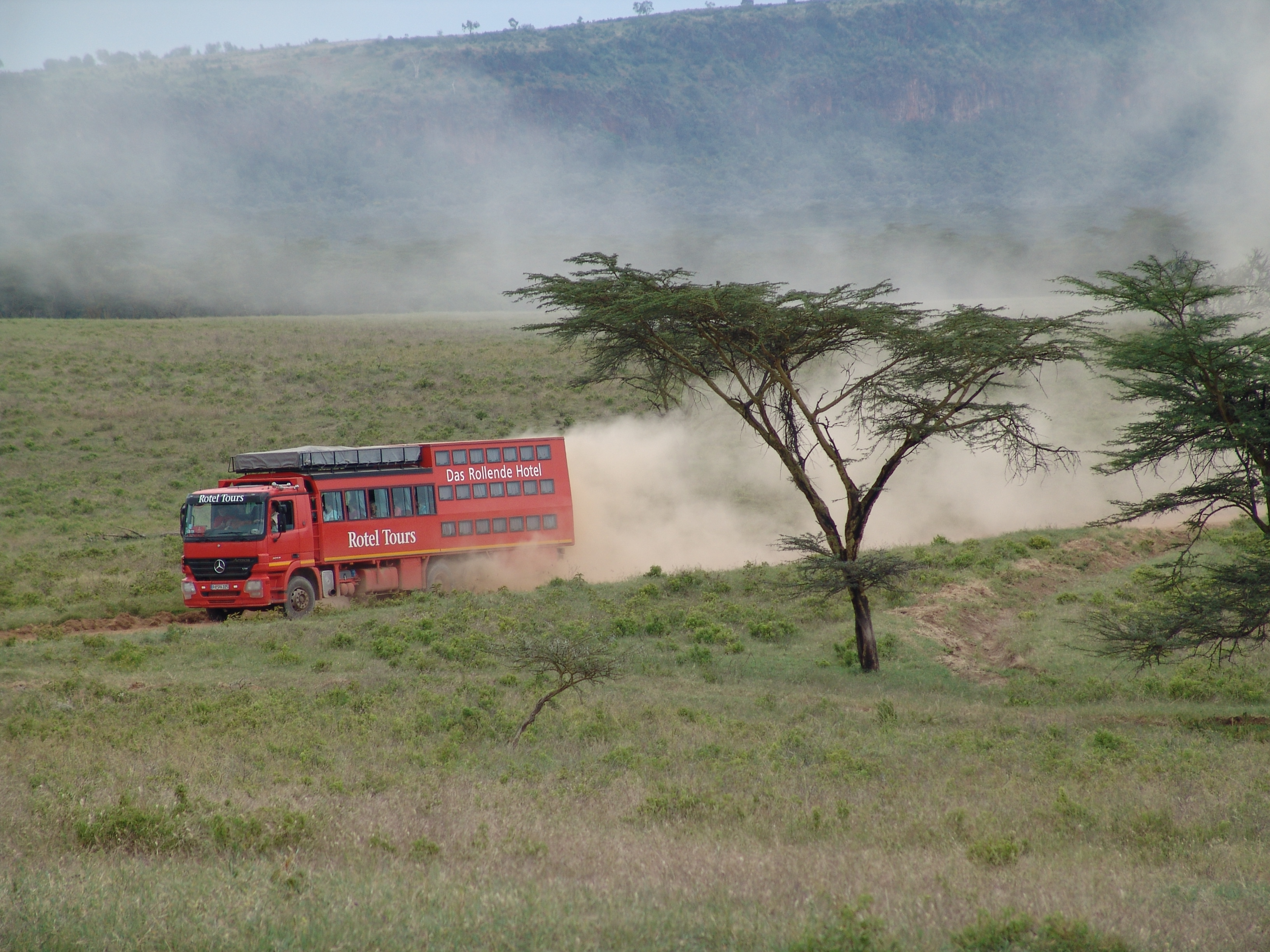
Allradbus kombiniert, für Reisen auf unbefestigten Straßen

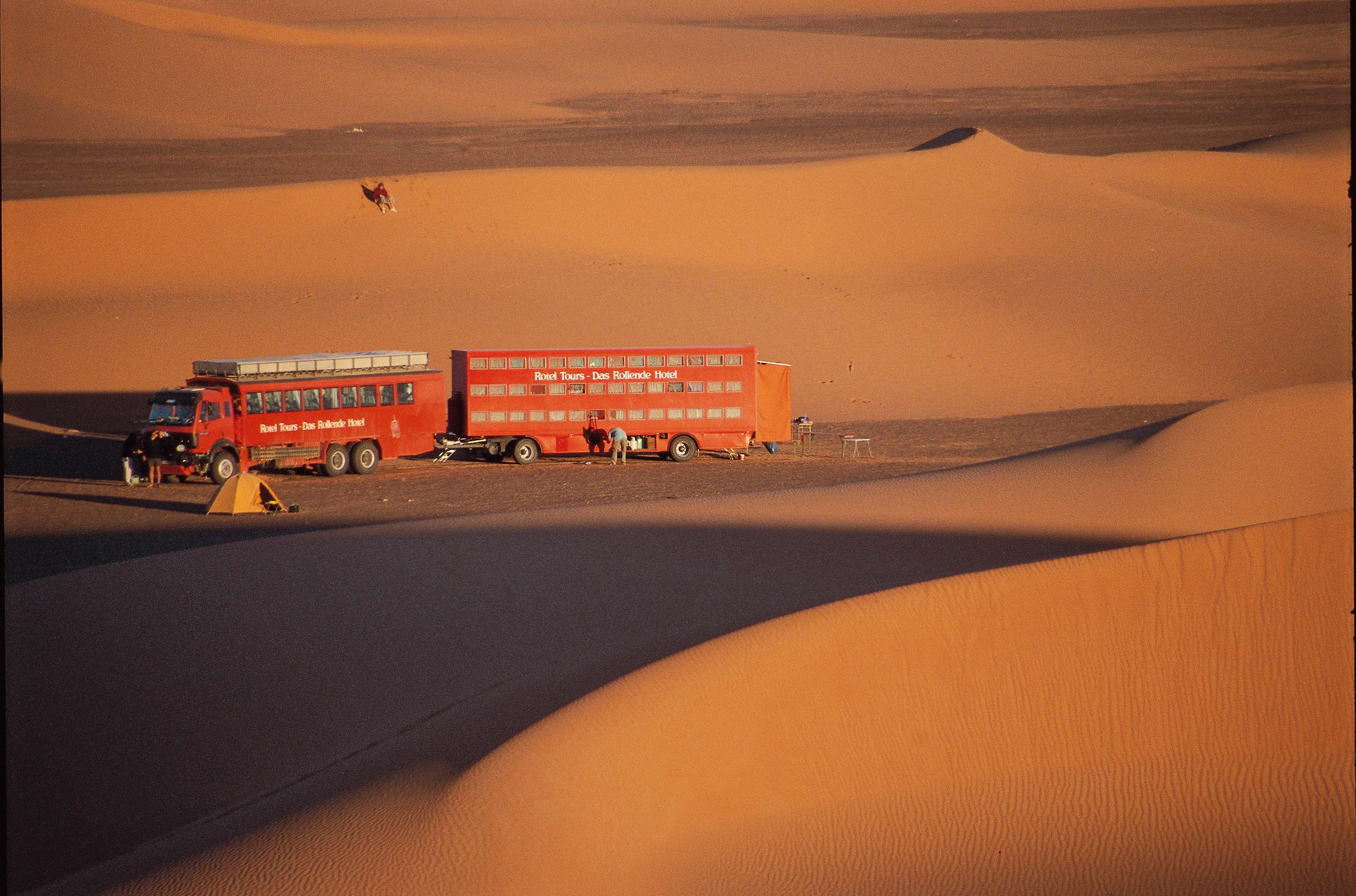
34-Sitzer Allradbus mit Rotel-Anhänger, für große Expeditionsreisen

Rotel Tours ist ein Touristikunternehmen der Georg Höltl GmbH & Co. KG aus Tittling  im niederbayerischen Landkreis Passau. Rotel ist ein Kofferwort aus rollendes und Hotel, ist als Markenname eingetragen und bezieht sich somit ausschließlich auf Fahrzeuge der Firma.

## Unternehmen
Das Unternehmen bietet weltweit Studien- und Expeditionsreisen mit speziellen Reisebussen an, die Reisegruppengröße liegt dabei zwischen 20 und 40 Teilnehmern. Übernachtet wird dabei in den patentierten Rotelkabinen. Diese sind entweder in einem separaten Anhänger untergebracht oder bei kombinierten Fahrzeugen mit dem Fahrgastraum verbunden. Es gibt Einzel- und Doppelkabinen. Rotel Tours hat 3400 „Betten auf Rädern“.

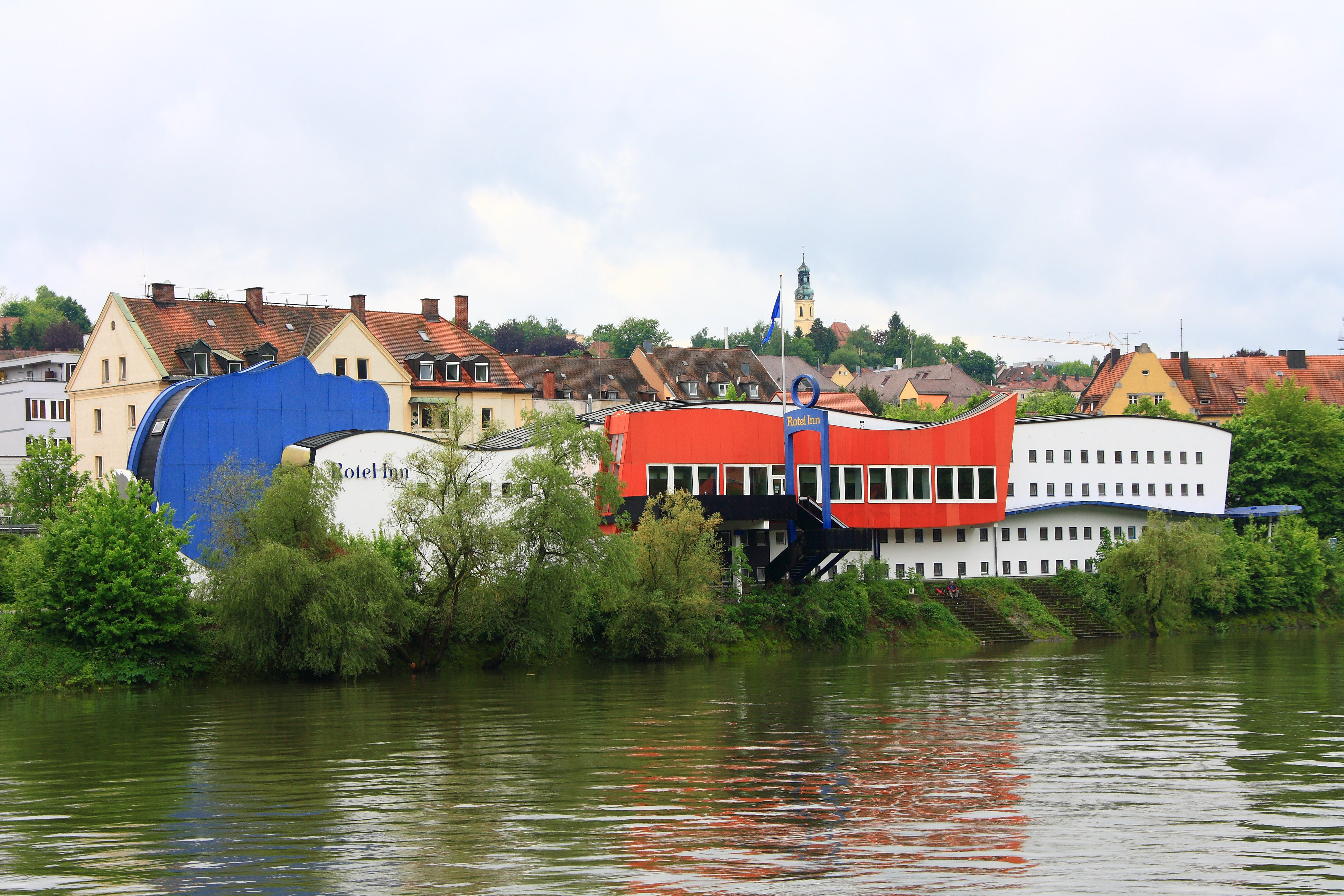
Der Ruhende Mensch

Zum Unternehmen gehören zwei Hotels in Passau. Es handelt sich um das historische Hotel Wilder Mann in der Altstadt und das Kabinenhotel Rotel Inn an der Donau im Bereich des Bahnhofs. Das Rotel Inn mit dem Beinamen Der Ruhende Mensch ist ein Hotel in Form einer 85 m langen Großplastik in Passau direkt am Donauufer. Es wurde von dem Architekten Hans Hoffer aus Wien gestaltet und im Mai 1993 eröffnet. Zwei Museen, das Glasmuseum Passau und das Museumsdorf Bayerischer Wald, gehören ebenfalls zum Unternehmen. Beide Museen sind eingetragen in die Liste „National wertvollen Kulturgutes“.

## Geschichte
Das Familienunternehmen Rotel Tours wurde 1945 von Georg Höltl gegründet. Die erste Auslandsreise ging 1951 in die Schweiz. Ab 1952 wurden Reisen nach Frankreich, Italien, Spanien und in den übrigen Mittelmeerraum durchgeführt. Darunter waren viele Pilgerreisen. Übernachtet wurde in Zelten. Die Reisen standen von Anfang an im Zeichen der Begegnung und der Völkerverständigung. So wurden zum Beispiel die Pilgerreisen mit Pax Christi nach dem Zweiten Weltkrieg nach Frankreich mit ihren deutsch-französischen Treffen ausschließlich im Zeichen der Versöhnung durchgeführt. Rotel Tours trug damals den Titel ‚Internationale Begegnungsfahrten‘.
Mit der Erfindung des Rollenden Hotels durch Georg Höltl waren ganz neue Reisen möglich, wie 1959 die erste Fahrt auf dem Landweg von München über die Türkei nach Jerusalem und zurück. Diese Reise ab und bis München dauerte 38 Tage. 1962 fuhr Rotel Tours auf dem Landweg nach Indien und zurück und 1969 war es ein Bus von Rotel Tours, der erstmals die Sahara durchquerte. Seit 1990 fahren die Rollenden Hotels zum Beispiel auch durch China, die Mongolei, Laos und Vietnam.

## Reisen mit Rotel Tours
Rotel-Reisen sind Studienreisen auf Campingbasis. Alle Reisen werden von einem Team bestehend aus Reiseleiter und Fahrer begleitet. Gekocht wird unter Mithilfe der Reisegäste. Im Reisepreis enthalten sind Frühstück und Abendessen. Beides kommt aus der Rotel-Küche.
Übernachtet wird in der Regel auf Campingplätzen, teilweise an Lodges und kleineren Hotels. In manchen Ländern wie z. B. in der Mongolei oder Ostafrika bieten sich auch einzelne Übernachtungen in freier Natur an. Bei manchen Reisen wird bei Reisebeginn oder -ende in Großstädten auch vereinzelt im Hotel übernachtet.
Die wabenartig angeordneten Schlafkabinen im Bus oder Anhänger sind zwei Meter lang, 80 Zentimeter breit und ebenso hoch. Es gibt Einzel- und Doppelkabinen. Darin liegen Matratzen und fertiges Bettzeug. Zusätzlich sind Vorhänge, eine Leselampe und ein Gepäcknetz angebracht. Zur Belüftung dienen die Fenster, die stufenweise geöffnet werden können. Der Einstieg befindet sich am Fußende, er wird während der Fahrt verschlossen. Bei Ankunft am Übernachtungsplatz wird das Rotel aufgebaut. Der Schlafbereich ist an der Decke und an den Seiten zusätzlich wärmeisoliert. Fahrer und Reiseleiter schlafen in der Regel ebenfalls in der Kabine. Die Fahrzeuge verfügen nicht über sanitäre Einrichtungen wie Toilette oder Dusche.